# Oktawiusz
Oktawiusz – imię męskie pochodzenia łacińskiego, bezpośrednio pochodzące od nazwy rzymskiego rodu Oktawiuszów, dosłownie oznaczające "ósmy z kolei". Patronem tego imienia jest św. Oktawiusz, wspominany razem ze świętymi: Salwatorem i Adwentorem. Żeńskim odpowiednikiem jest Oktawia.
Oktawiusz imieniny obchodzi 20 listopada.
Znane osoby noszące to imię:
- Ottavio Bottecchia
- Octavio Díaz (1900–1973) – argentyński piłkarz noszący przydomek Oso, bramkarz
- Octave Lapize
- Oktawiusz Marcińczak
- Octave Mirbeau
- Ottavio Missoni
- Octave Pirmez
- Octávio Trompowsky (1897–1984) – brazylijski szachista
- Konrad Oktawiusz Fiedler (1886—1939) — publicysta, dziennikarz, krajoznawca, działacz społeczny, patron jednej z ulic Bydgoszczy